# Diamant de Nixon
En logique non monotone, le diamant de Nixon est un scénario dans lequel des hypothèses par défaut conduisent à des conclusions contradictoires. 

## Présentation
Le scénario est le suivant :
- généralement, les quakers sont pacifistes
- généralement, les républicains ne sont pas pacifistes
- Richard Nixon est à la fois un quaker et un républicain

Puisque Nixon est un quaker, on peut supposer qu'il est pacifiste ; comme il est républicain, on pourrait aussi présumer qu'il n'est pas pacifiste. Le problème est de savoir comment une logique formelle de raisonnement non monotone devrait traiter de tels cas. Deux approches peuvent être adoptées : 
sceptique
Étant donné que Nixon ne peut être prouvé ni comme pacifiste ni le contraire, aucune conclusion n’est tirée ;
crédule
Comme on peut prouver que Nixon est pacifiste dans au moins un cas, on pense qu'il est pacifiste ; cependant, puisqu'il peut aussi être prouvé qu'il n'est pas pacifiste, il est également présumé ne pas être pacifiste.
L’approche crédule peut permettre de prouver quelque chose et son contraire. Pour cette raison, l'approche sceptique est souvent préférée. Une autre solution à ce problème consiste à attacher des priorités aux hypothèses par défaut ; par exemple, on peut supposer que « généralement, les républicains ne sont pas pacifistes », est plus vrai que « habituellement, les quakers sont pacifistes », ce qui permet de conclure que Nixon n'est pas pacifiste.
Cet exemple est mentionné pour la première fois par Reiter et Criscuolo sous une forme légèrement différente en 1981. 

## Origine du nom
Le nom diamant vient du fait qu'un tel scénario, lorsqu'il est exprimé dans des réseaux d'héritage, a la forme d’un losange.

## Crédit d’auteurs
- (en) Cet article est partiellement ou en totalité issu de l’article de Wikipédia en anglais intitulé « Nixon diamond » (voir la liste des auteurs).